# Sopravvivere coi lupi (film)
Sopravvivere coi lupi (Survivre avec les loups) è un film del 2007 diretto da Véra Belmont. È tratto dall'omonimo libro di Misha Defonseca.

## Accoglienza
In Italia il film ha incassato 56,9 mila euro al Box Office.